# Hugo Riesenfeld
Hugo Riesenfeld (Viena, Àustria, 26 de gener de 1879 - Los Angeles, Califòrnia, Estats Units, 10 de setembre de 1939) fou un compositor austríac.
Estudià en el Conservatori i en la Universitat de la seva Viena natal i el 1907 anà als Estats Units com a director d'orquestra de la Manhattan Opera, de Nova York.
Com a compositor se li deuen:
- Dances de Chopin (Viena, 1905);
- The Merry Martyr, òpera còmica (Boston, 1913);
- un poema simfònic;
- una obertura;
- una suite per a orquestra;
- melodies vocals;
- Hell's Angels, film de Howard Hughes (1930);
- The Covered Wagon, film de James Cruze (1923);
- The Ten Commandments, film de Cecil B. DeMille (1923).